# Nuriye Ulviye Mevlan Civelek
Nuriye Ulviye Mevlan Civelek (n. 1893, Hacıvelioba⁠(d), Hüdavendigâr Vilayet⁠(d), Imperiul Otoman – d. 9 aprilie 1964, Kırıkhan⁠(d), provincia Hatay, Turcia) a fost o activistă turcă pentru drepturile femeilor, jurnalistă și fondatoare a primei organizații musulmane pentru drepturile femeilor din Turcia. Ea a fondat prima revistă feministă pentru femei din țară.

## Viață
Nuriye Ulviye Yediç s-a născut în 1893 ca fiica fermierului Mahmut Yediç și a soției sale Safiye Hanım, probabil în satul Hacıvelioba de lângă Gönen. Alte surse denumesc Siria de astăzi drept locul nașterii, dar și Göreme anatolia. Tatăl ei a trebuit să fugă ca circasian din Caucazul de Nord când Imperiul Rus a cucerit regiunea. Întrucât familia trăia în condiții proaste, părinții au decis să o trimită pe fata la Palatul Yıldız   A crescut acolo și a învățat regulile curții. Așa cum era obișnuit în Imperiul Otoman, la aceea vreme, ea s-a căsătorit în 1906, la vârsta de 13 ani. Soțul ei, Hulusi Bey, era un frate adoptiv al sultanului și a murit la scurt timp după nuntă.
Cu banii moșteniți, Nuriye Ulviye a fondat Aprilie 1913 revista pentru femei Kadınlar Dünyası („Lumea femeilor”). Doar o lună mai târziu, pe ianuarie. mai 1913, a fondat Osmanlı Müdâfaa-i Hukuk-ı Nisvan Cemiyeti (Societatea otomană pentru apărarea drepturilor femeii), cu scopul de a îmbunătăți oportunitățile educaționale ale femeilor și oportunitățile acestora în viața profesională și de a reforma codul vestimentar. Chiar dacă asociația era în primul rând o organizație de femei musulmane, membrii minorităților etnice și jurnaliști europeni erau de asemenea membri ai asociației. Inițial, revista a fost publicată zilnic. După 100 de numere, au trecut la o publicație săptămânală cu 25 de pagini. Odată cu publicarea primei fotografii a unei femei musulmane, ziarul a spart un tabu. Doar angajații de sex feminin și preponderent jurnaliști erau angajați. 
În septembrie 1913, Nuriye Ulviye s-a căsătorit cu jurnalistul și omul politic Rıfat Mevlan (uneori numit si Mevlanzâde Rıfat Bey). 
În articolele sale, Mevlan a stabilit obiective clare, inclusiv drepturile femeilor de a avea acces la învățământul superior, salarii egale și admiterea în serviciul public. Ea a repetat mereu că o îmbunătățire a nivelului de trai al femeilor ar îmbunătăți și situația bărbaților. Ea a susținut, de asemenea, purtarea unui batic în locul unui voal, a cerut drepturi egale în căsătorie și a condamnat căsătoriile aranjate. Datorită angajamentului lor, femeile au obținut de fapt îmbunătățiri: încă din 1913, șapte femei au fost angajate în centrala telefonică, iar în 1914 s-a deschis Universitatea pentru femei İnâs Darülfünunu, oferind cursuri de știință și literatură.   Din 1913 până în 1914, Kadınlar Dünyası a publicat și o ediție franceză, care trebuia să promoveze dialogul între activistele drepturilor femeilor europene și otomane. 
Kadınlar Dünyası a fost publicat până la 21. Mai 1921. În acest moment, Războiul de eliberare turc era în plină desfășurare, iar soțul lui Mevlan a fost deportat în 1923 ca susținător al mișcării de independență kurde  și ca adversar al lui Mustafa Kemal Ataturk.  1927 Mevlan a divorțat și a condus o pensiune studențească. În 1931 s-a căsătorit cu Ali Muharrem Civelek, un student la medicină care locuise în pensiunea ei în timpul studiilor sale. După finalizarea cu succes a studiilor, cuplul a părăsit Istanbulul și s-a mutat la Kırıkhan.
Civelek a murit acolo în 1964 și a fost îngropat în cimitirul Asri din Antakya.
După moartea ei în 1967, biblioteca orașului din Kırıkhan a primit numele ei. Există, de asemenea, o stradă în Kırıkhan care îi poartă numele. Soțul ei a construit o fântână la cimitirul Asri, care îi poartă și numele. În 1967 Consiliul Femeilor din Turcia (turcă Türkiye Kadınlar Konseyi) a pus o placă memorială în cimitir.